# مسجد جامع خیوه
مسجد جامع خیوه یا مسجد جمعه خیوه (ازبکی: Juma masjid / Жума масжид) مسجدی در خیوه، ازبکستان است. این بنا یکی از بناهای تاریخی اصلی ایچان‌قلعه، در بافت تاریخی خیوه است، که در فهرست میراث جهانی یونسکو قرار دارد. مسجد وسط ایچان‌قلعه، در مسیری که دروازهٔ غربی و شرقی را به هم وصل می‌کند، قرار دارد. از این مسجد اولین بار در قرن دهم یاد شده‌است، اما بنای فعلی در سال ۱۷۸۸ بازسازی شده‌است.
این ساختمان یک طبقه آجری با سقفی صاف است که ۲۱۲ ستون چوبی در ۱۷ ردیف آن را نگه داشته‌اند. ابعاد بنا ۵۵ در ۴۶ متر و منارهٔ آن ۴۲ متر ارتفاع دارد.